# Annie Last
Annie Last (Bakewell, Derbyshire, 7 de setembre de 1990) és una esportista britànica que competeix en ciclisme de muntanya en la disciplina de camp a través, guanyadora d'una medalla de plata al Campionat Mundial de Ciclisme de Muntanya de 2017, en la prova de camp a través individual.
Va participar en els Jocs Olímpics de Londres 2012, obtenint el vuitè lloc en la prova de camp a través.
Des de l'any 2010, participa activament a la UCI Mountain Bike World Cup XCO.

## Palmarès
- 2010
  -  Campiona del Regne Unit en Camp a través
- 2011
  -  Campiona del Regne Unit en Camp a través
- 2014
  -  Campiona del Regne Unit en Camp a través
- 2015
  -  Campiona del Regne Unit en Camp a través
- 2016
  -  Campiona del Regne Unit en Camp a través
- 2017
  -  Campiona del Regne Unit en Camp a través